# جی‌آنگلو هانکوک
جی‌آنگلو هانکوک (به انگلیسی: G’Angelo Hancock؛ زادهٔ ۲۷ ژوئیهٔ ۱۹۹۷) یک کشتی‌گیر فرنگی‌کار اهل آمریکا است. وی سابقه حضور در المپیک ۲۰۲۰ توکیو را دارد.

## فعالیت حرفه‌ای

### قهرمانی کشتی جهان ۲۰۲۱
هانکوک در وزن ۹۷ کیلوگرم کشتی فرنگی قهرمانی کشتی جهان ۲۰۲۱ اسلو شرکت کرد، او در مسابقه های اول و دوم ابراهیم تاچی از ترکیه و کیریل میلوف از بلغارستان را شکست داد اما در نیمه نهایی به الکس زوکه از مجارستان باخت و به دیدار رده‌بندی رفت. وی در دیدار رده‌بندی پیتر اوهلر از آلمان را شکست داد و مدال برنز  را بدست آورد.